# Jenteal
Jenteal (ur. 26 czerwca 1976 w Oklahomie) – amerykańska aktorka filmów pornograficznych pochodzenia czeskiego, irlandzkiego i włoskiego.

## Życiorys
Urodziła się w Oklahomie. W wieku osiemnastu lat trafiła przed kamery w produkcji Stardust (1994). Pojawiła się potem m.in. w Captured Beauty (1995) i Vivid Jenteal Loves Rocco (1997) z Rocco Siffredim i Markiem Davisem.
W dreszczowcu Zwierzęcy instynkt III (Animal Instincts III, 1996) wystąpiła jako Lolly Pop.
W 1996 i 1997 gościła w programie Playboy TV The Helmetcam Show, a w 1999 roku była gościem jednego z odcinków programu Comedy Central The Man Show - pt.: „Millennium” (w pierwszym sezonie, odcinku 19). 
W komedii kryminalnej Jona Favreau Ustawieni (Made, 2001) z Vince’em Vaughnem, Famke Janssen i Peterem Falkiem zagrała drugoplanową postać tancerki erotycznej Wendy.
Poza planem filmowym spotykała się z Taylor Hayes (2000), z którą wystąpiła w produkcji Vivid Where the Boys Aren't 12 i Where the Boys Aren't 13. W latach 2000–2005 była żoną Chrisa Kastara, z którym ma bliźniaki (ur. we wrześniu 2001). 

## Nagrody i nominacje
| Rok  | Nagroda    | Kategoria                              | Film                   | Inni wykonawcy       | Rezultat  |
| ---- | ---------- | -------------------------------------- | ---------------------- | -------------------- | --------- |
| 1996 | AVN Awards | Najlepsza scena seksu samych dziewczyn | Fantasy Chamber (1994) | Felecia i Misty Rain | Nominacja |
| 2021 | AVN Award  | AVN Hall of Fame                       | -                      | -                    | Wygrana   |